# Caediscum
Caediscum is een kevergeslacht uit de familie van de boktorren (Cerambycidae). De wetenschappelijke naam van het geslacht werd voor het eerst geldig gepubliceerd in 1962 door Lefkovitch.

## Soorten
Caediscum is monotypisch en omvat slechts de volgende soort:
- Caediscum imperiale Lefkovitch, 1962